# Befriade händer
Befriade händer (tyska: Befreite Hände) är en tysk dramafilm från 1939 i regi av Hans Schweikart, efter en roman av Erich Ebermayer.

## Handling
Dürthen är en konstnärligt begåvad ung kvinna som söker efter inspiration. Detta för henne först via vännen Kerstin till Berlin, men sedan till Italien där hon på allvar får utlopp för sin kreativitet.

## Rollista (i urval)
- Brigitte Horney – Dürthen
- Olga Tjechova – Kerstin Thomas
- Ewald Balser – professor Wolfram
- Carl Raddatz – Joachim von Erken
- Paul Dahlke – Thomsen
- Eduard von Winterstein – von Erken sr.
- Franz Weber – Bergh
- Hedwig Wangel – Frau Steinmann